# Neocythereis
Neocythereis is een geslacht van kreeftachtigen uit de klasse van de Ostracoda (mosselkreeftjes).

## Soort
- Neocythereis nigeriensis Omatsola, 1972